# پورشه ۵۹۷
پورشه ۵۹۷ (Porsche 597) خودرویی است که در سال‌های ۱۹۵۵ – ۱۹۵۸میلادی تولید شده‌است.
این خودرو در کلاس خودروی بیابانگرد قرار گرفته، طراحی آن موتور عقب بوده طول آن در حالت طبیعی ۳٫۷ متر (۱۴۵٫۷ اینچ) و وزن آن در حالت طبیعی ۹۹۰ کیلوگرم (۲٬۱۸۳ پوند) است.